# Finola Moorhead
Pour les articles homonymes, voir Moorhead.
Finola Moorhead (née en 1947) est une romancière, dramaturge, essayiste, poète et critique australienne. Ses sujets incluent les femmes et l'écriture, la commutation entre réalité et fiction, avec des thèmes de subversion et de survie. Moorhead participe au Women's Liberation Movement (Mouvement de libération des femmes) et, dans les années 1980, elle était une féministe radicale. À la suite d'un défi, elle a écrit un livre sans personnages masculins.

## Biographie
Moorhead, son frère et ses deux sœurs ont été élevés par leur mère célibataire. Elle est allée en pensionnat avant de s'orienter vers des études de droit à l'Université de Melbourne. Elle a ensuite été transférée à l'Université de Tasmanie lors des manifestations contre la Guerre du Viêt Nam. Elle obtient un diplôme en Arts.
Moorhead a été employée comme enseignante avant de commencer sa carrière d'écrivaine professionnelle en 1973. Elle commence à écrire l'année précédente, après avoir assisté à l'Adelaide Writer’s Festival (Festival des écrivains d'Adélaïde) et rencontré la poète et militante Judith Wright et l'écrivain Roger McKnight. Moorhead commence à écrire pour Meanjin (en), une revue littéraire qui publiait également des écrits de A.A. Phillips et Clem Christesen (en) à la même époque. Son travail est également apparu dans des périodiques et des anthologies.
Moorhead soutient le Women's liberation movement depuis les années 1970, et pendant les années 1980, elle s'est identifiée au féminisme radical.

### Écriture
Elle est une contemporaine de l'écrivaine Christina Stead qui a défié Moorhead, la poussant à écrire un livre sans personnages masculins. En conséquence, Moorhead écrit son livre Remember the Tarantella en 1987. Le roman de fiction lesbien a un personnage principal dont le nom commence par « I » et les noms des 25 autres personnages féminins commencent par une lettre différente de l'alphabet.
Parmi ses autres œuvres figurent les romans A Handwritten Modern Classic (1985), Quilt (1985), Still Murder (1991/2002), Darkness More Visible (2000), le recueil de poésie My Voice (2006), et les pièces de théâtre Curtain Raiser, Horses et It Might As Well Be Loneliness. Remember the Tarantella a été décrit comme traitant de la perte et du chagrin. Elle a envoyé sa première histoire et pièce au Concours d'Histoire courte de l'Herald et au Concours de l'Australian National Playwright's Conference, remportant le premier prix pour les deux. Elle est également lauréate du Victorian Premier's Prize for Fiction (en) en 1991.

## Œuvres

### Pièces de théâtre
- (en) Curtain Raiser
- (en) Horses : a play in two acts
- (en) It might as well be loneliness : a short play

### Romans et récits courts
- (en) To be congruous with the sea, 1974 (lire en ligne)
- (en) Squash, 1974
- (en) The illusive quality stories, 1975
- (en) Another piece on Jillian Arbus, 1976
- (en) Three pieces from 'Middle Class Novel', 1978
- (en) Remember the tarantella, 1987
- (en) Mother suffers the suspended sentence, 1995
- (en) Reputation, 1997
- (en) Darkness more visible, 2000
- (en) Still murder : a novel, 2002
- (en) A modern classic, 2011
- (en) A handwritten modern classic, 2012

### Prose et poésie
- (en) A prose piece: of the rubbish tin outside federation cafe, 1975
- (en) Quilt : a collection of prose, 2002
- (en) My voice, 2006

## Crédit d'auteurs
- (en) Cet article est partiellement ou en totalité issu de l’article de Wikipédia en anglais intitulé « Finola Moorhead » (voir la liste des auteurs).